# Mariner See

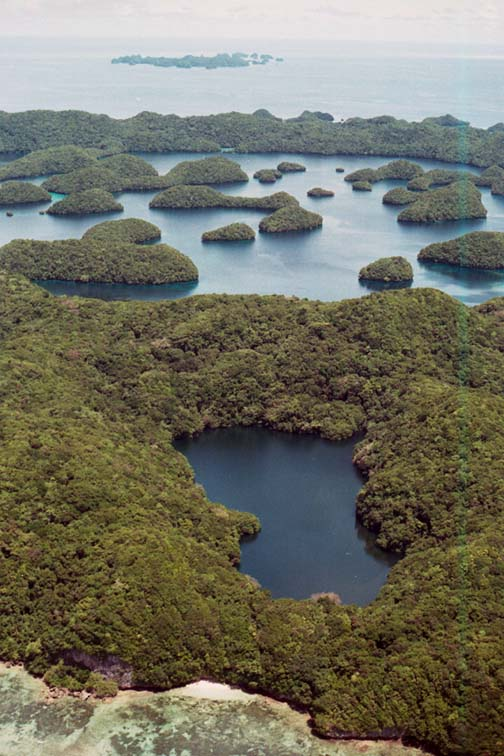
Der Ongeim'l Tketau auf der Insel Eil Malk im südpazifischen Inselstaat Palau

Marine Seen (engl. marine lakes) sind Wasserkörper bestehend aus Meereswasser, die völlig von Land umgeben sind. Sie haben eine oberflächlich nicht sichtbare Verbindung zum Meer, die einen Austausch des Wassers ermöglicht und den Salzgehalt im See im Wesentlichen konstant und so hoch wie im Meerwasser hält. Seespiegel und Meeresspiegel sind im Wesentlichen gleich. Marine Seen sind damit per definitionem keine Salzseen, eine Bezeichnung für Binnengewässer mit Salzwasser ohne Abfluss oder Verbindung zum Meer. Übergänge oder Zwischenstadien sind aber möglich. Marine Seen stellen Habitatinseln mit biogeographischen, ökologischen und evolutionsbiologischen Besonderheiten dar, die an „echte“ Inseln erinnern. Insgesamt kennt man weltweit derzeit etwa 200 marine Seen. Der bekannteste marine See ist der Ongeim'l Tketau, auch Quallensee oder Jellyfish Lake genannt, auf der Insel Eil Malk im südpazifischen Inselstaat Palau.

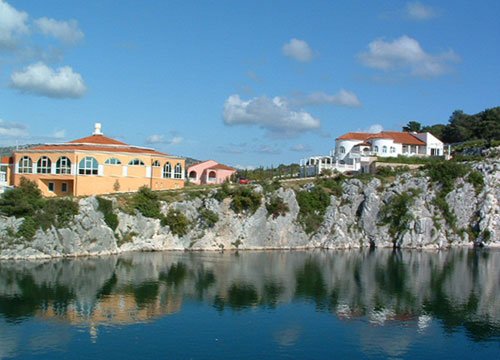
Drachenaugensee in Kroatien

## Lage und Alter der heutigen marinen Seen
Derzeit kennt man etwa 200 marine Seen weltweit. Ihre Zahl dürfte jedoch noch zunehmen, da sie häufig nur zufällig in der Literatur auch so bezeichnet werden. Sie sind im Wesentlichen konzentriert auf vier Regionen in der Welt: die Bahamas, Vietnam, Palau und Papua-Neuguinea. Diese Regionen sind durch verkarstete Küsten charakterisiert, die durch den Meeresspiegelanstieg nach der letzten Kaltzeit überflutet worden sind. Die meisten marinen Seen entstanden als Depressionen in einer verkarsteten Landschaft, die infolge des Meeresspiegelanstiegs nach dem letzten glazialen Maximum (vor ca. 18.000 Jahren) durch Tunnels und Spalten mit Meerwasser geflutet worden sind. Die physischen Eigenschaften der heutigen marinen Seen haben sich alle erst während der letzten 20.000 Jahre gebildet, die flacheren Seen oft erst in den letzten 10.000 Jahren (oder sogar noch später). In einem See in Palau wurden die Sedimente, die dem Karst direkt aufliegen, mit Radiokarbon-Analysen auf 10.000 Jahre direkt datiert. Bei flacheren Seen oder Depressionen lässt sich das Alter, das heißt der Zeitpunkt der Flutung, anhand des zeitlich bekannten Meeresspiegelanstiegs abschätzen. Marine Seen sind aber nicht auf diese vier Hauptregionen beschränkt, sondern kommen weltweit vor, etwa in Kroatien (Drachenaugensee), Griechenland und selbst in der Antarktis.

## Physische Eigenschaften

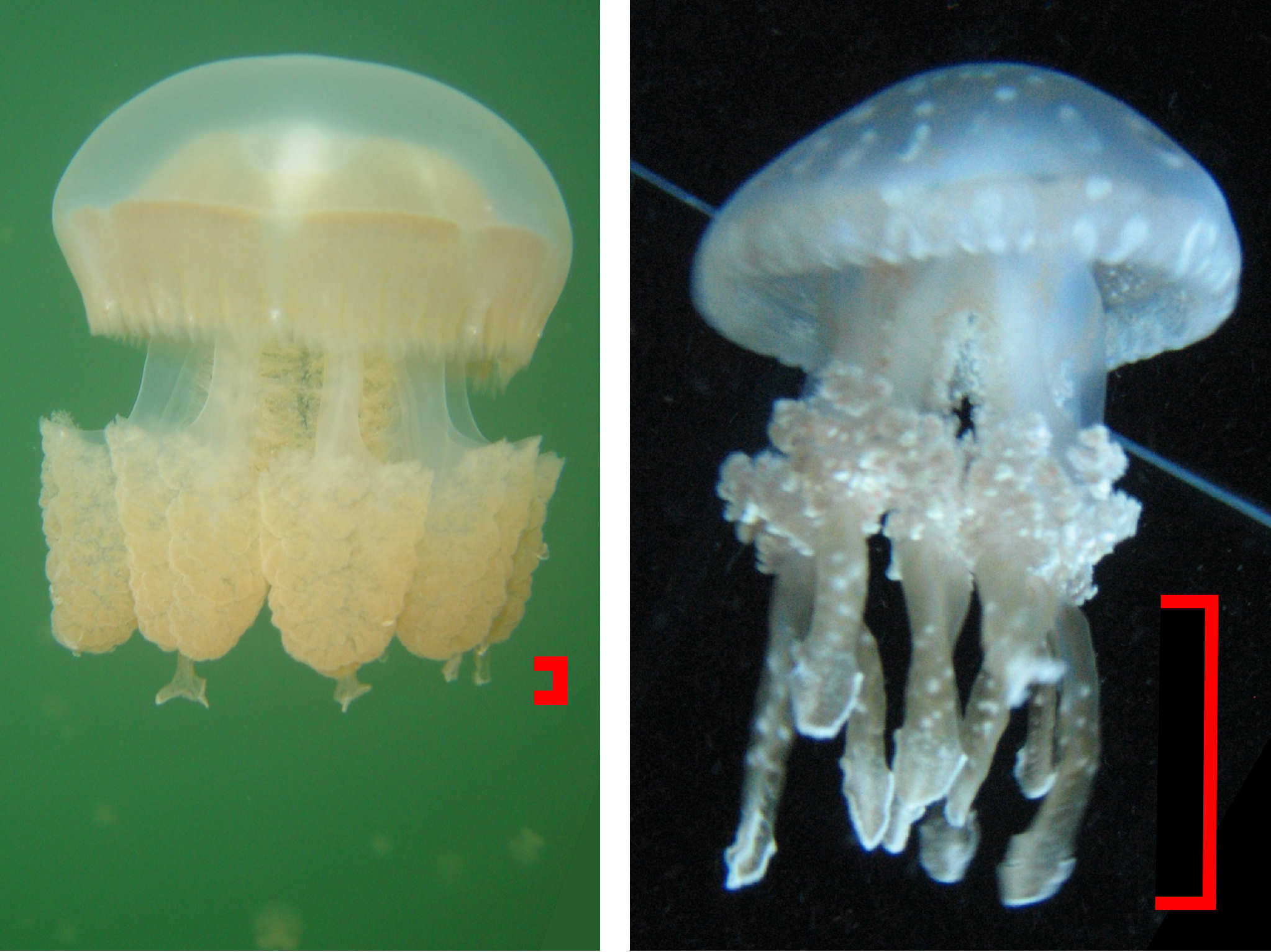
Linkes Bild: Mastigias cf. papua ssp. etpisoni („Golden Jellyfish“) vom Ongeim'l Tketau, rechtes Bild: Mastigias cf. papua, die Stammart, aus der Lagune vor Eil Malk

Die heutigen marinen Seen haben Größen von ungefähr 50 m bis etwa 2000 m und Tiefen von um 1,5 m bis etwa 60 m. Sie liegen oft nur wenige Meter vom Meer entfernt, können aber auch viele hundert Meter vom Meer getrennt sein. Sie sind umgeben von Landrücken, die meist nur wenige Zehnermeter hoch sind, selten auch mehrere hundert Meter hoch sind. Alle marinen Seen haben einen messbaren Gezeitenzyklus, der aber mehr oder weniger vom Gezeitenzyklus im umgebenden Meer differieren kann. Die marinen Seen nahe der Küste sind oft durch Tunnels mit dem Meer verbunden, durch die Taucher schwimmen können. Bei etwas weiter entfernten Seen sind die Verbindungen zum Meer oft nicht so deutlich zu erkennen. Der Wasseraustausch geschieht über viele kleinere Spalten. In Abhängigkeit von dieser Verbindung zum Meer und dem damit verbundenen Wasseraustausch variieren die physischen Eigenschaften der Seen. Sie reichen von holomikten Seen, die die gleiche Temperatur wie das nahe Meer haben, bis zum Grund gut durchlüftet sind und eine Salinität von 34 PSU haben, bis zu meromiktischen Seen, die durch gedämpften Tidenzufluss, hohe Niederschläge, starke Sonneneinstrahlung, windgeschützte Lage und das Fehlen von ausgesprochenen Jahreszeiten, durch Temperatur und Salinität vertikal geschichtet sind und/oder in der Tiefe anoxisch sind, oder auch zeitweilig oder dauernd, mehr oder weniger brackisch sind. Marine Seen bilden quasi ein Kontinuum von Lagunen-ähnlichen bis zu stark vom Meer isolierten Wasserkörpern. Marine Seen stellen damit ein weites Spektrum von Habitaten und entsprechenden Faunengesellschaften dar, die auch das Potential haben, dass sich Arten in kurzer Zeit ändern bzw. neue Arten entstehen können.

## Biologische Eigenheiten
Der Ongeim'l Tketau auf Palau ist bekannt für das Massenvorkommen einer Qualle der Gattung Mastigias (Mastgias cf. papua). Millionen Exemplare leben fast ständig in diesem See und wandern täglich am Morgen vom Westteil zum Ostteil und am Nachmittag wieder zum Westteil zurück. Detaillierte morphologische und molekulargenetische Untersuchungen haben ergeben, dass die Population bereits so verschieden zur Stammart ist (die auch heute noch in den Lagunen vor Palau lebt), dass sie als eigene Unterart interpretiert werden kann. Dies gilt auch für die Quallenpopulationen vier anderer mariner Seen auf Palau; jeder dieser Seen beherbergt seine eigene Unterart von Mastigias cf. papua. Aufgrund der Tiefe des Sees und der Mächtigkeit seiner Sedimente (rd. 60 m) kann die Evolution dieser Unterart nur in den letzten 10.000 Jahren stattgefunden haben. In den flacheren anderen marinen Seen auf Palau mit den vier anderen Unterarten Mastigias cf. papua stand für die Evolution der Unterarten noch weniger Zeit zur Verfügung, da diese noch flacher sind und die Depressionen weniger Sedimente enthalten. Bisher gibt es aber nur vorläufige Untersuchungen zum biologischen Inventar mariner Seen. Es wird geschätzt, dass 10 bis 20 % der Arten und Unterarten mariner Seen noch nicht wissenschaftlich beschrieben sind.